# St. Jakob stadion
A St. Jakob stadion egy labdarúgó-stadion volt Bázelban, Svájcban. 
1954-ben épült, az FC Basel otthonául szolgált 1964 és 1998 között. Több rangos mérkőzésnek is helyszíne volt, beleértve az 1954-es labdarúgó-világbajnokság egyik elődöntőjét és négy Kupagyőztesek Európa-kupája döntőt. 1998-ban bezárták és a helyén egy új stadion a St. Jakob-Park épült fel.

## Események

### 1954-es világbajnokság
| Dátum       | Időpont UTC+1 | Pályaválasztó | Eredmény   | Vendég      | Forduló     | Nézők  |
| ----------- | ------------- | ------------- | ---------- | ----------- | ----------- | ------ |
| 1954.06.17. | 18.10         | Anglia        | 4–4 (h.u.) | Belgium     | 4. csoport  | 40 000 |
| 1954.06.19. | 16.50         | Uruguay       | 7–0        | Skócia      | 3. csoport  | 43 000 |
| 1954.06.20. | 16.50         | Magyarország  | 8–3        | NSZK        | 2. csoport  | 56 000 |
| 1954.06.23. | 18.00         | Svájc         | 4–1        | Olaszország | 4. csoport  | 30 000 |
| 1954.06.26. | 17.00         | Uruguay       | 4–2        | Anglia      | Negyeddöntő | 35 000 |
| 1954.06.30. | 18.00         | NSZK          | 6–1        | Ausztria    | Elődöntő    | 58 000 |

### KEK-döntők
| Dátum       | Pályaválasztó     | Eredmény | Vendég             | Döntő     | Nézők  |
| ----------- | ----------------- | -------- | ------------------ | --------- | ------ |
| 1969.05.21. | Slovan Bratislava | 3–2      | Barcelona          | Részletek | 19 000 |
| 1975.05.14. | Dinamo Kijev      | 3–0      | Ferencváros        | Részletek | 13 000 |
| 1979.05.16. | Barcelona         | 4–3      | Fortuna Düsseldorf | Részletek | 58 000 |
| 1984.05.16. | Juventus          | 2–1      | Porto              | Részletek | 60 000 |